# Babia hora
Babia hora (polsky Babia Góra) představuje s výškou 1725 m n. m. nejvyšší vrchol Beskyd i celých Vnějších Západních Karpat. Nachází se na hranici mezi Polskem a Slovenskem v oblasti Oravských a Žywieckých Beskyd. S prominencí 1075 m jde o druhou nejprominentnější horu Polska (po Sněžce) a třetí nejprominentnější horu Slovenska (po Gerlachu a Ďumbieru).
Na vrcholu je polský pomník věnovaný papeži Janu Pavlu II., který za mlada tento vrchol pravidelně navštěvoval. Je také druhou nejvyšší z Koruny hor Polska.
Pod vrcholem hory se na polské straně nachází zbytky Chaty na Babí hoře.

## Poloha
Babia hora se zvedá při severním okraji slovenské části Oravy na slovensko-polském pomezí v hřebeni Oravských Beskyd. Masív Babí hory má tvar písmena „V“ a v němž se nacházejí i vrcholy Malá Babia hora (Cyl) (1517 m n. m.), Sokolica (1367 m n. m.), Gówniak (1619 m n. m.) a Kępa (1521 m n. m.). Prochází zde hranice mezi povodím Baltského moře (Visla) a Černého moře (Dunaj).

## Přístup
Nejkratší cestu ze slovenské strany ukazuje od chaty Slaná voda nad obcí Oravská Polhora žlutá turistická značka přes Hviezdoslavovu horáreň. Vzdálenost necelých 9 km, ale převýšení více než 1000 m. Přibližně o 1,5 km je delší výstup od Slané vody po červené trase, který vede oklikou přes Malou Babiu horu. Trasa má celkově mírnější stoupání a větší úsek vede porostem, takže ve slunečných dnech je pocestný více ve stínu. Možný je i přístup po modré nebo červené stezce z polské strany, ale ty jsou ještě o trochu náročnější než žlutá stezka. Časově nejkratší je pěší trasa po červené značce z polské strany ze sedla Krowiarki. Je dlouhá 4,5 km s převýšením 700 m a dá se zvládnout za 2,5 hodiny.

## Název
Původ názvu Babí hory není zcela jasný, obvykle se odvozuje od slova baba, které však může mít více významů - například žena, ale také čarodějnice… Česky je obvykle nazývána Babí hora. Poláci ji nazývají Babia Góra či Diablak, to však není zcela přesné, protože Diablak je nejvyšší z vrcholků Babí hory.

## Ochrana přírody
Babí hora je do výšky 1400 až 1450 metrů pokrytá hustými jehličnatými lesy. Ty jsou vystřídány pásmem kosodřeviny a jalovců, jen v nejvyšších polohách se objevuje holní pásmo s alpínskými loukami. O výjimečnosti zdejší krajiny a místní flóry a fauny svědčí skutečnost, že Babí hora i blízké okolí na slovenské straně hory byly zahrnuty do Chráněné krajinné oblasti Horní Orava (587 km²). Polská strana Babí hory je součástí Národního parku Babia Góra (Babiogorski park narodowy) s rozlohou pouhých 17 km².

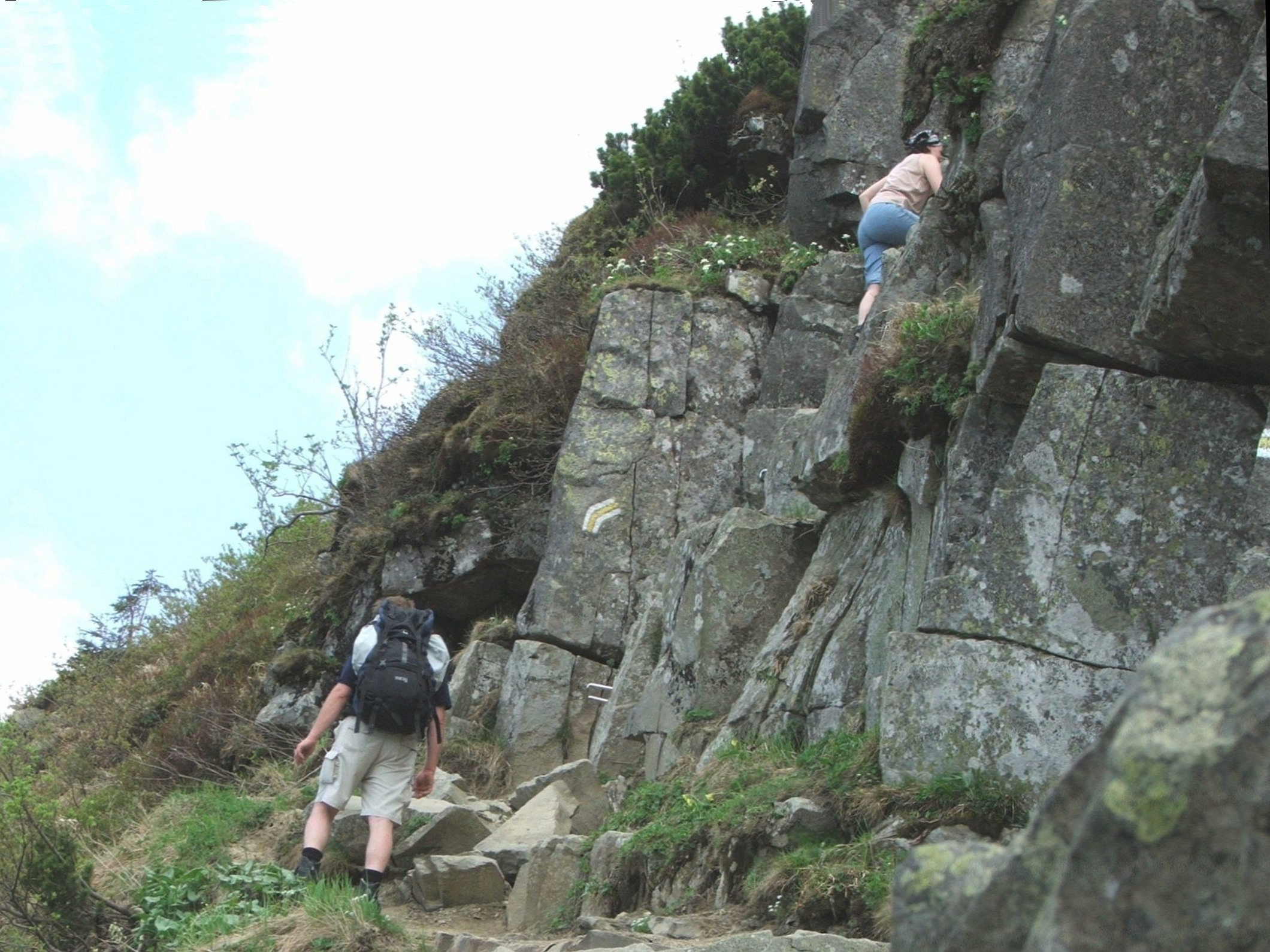
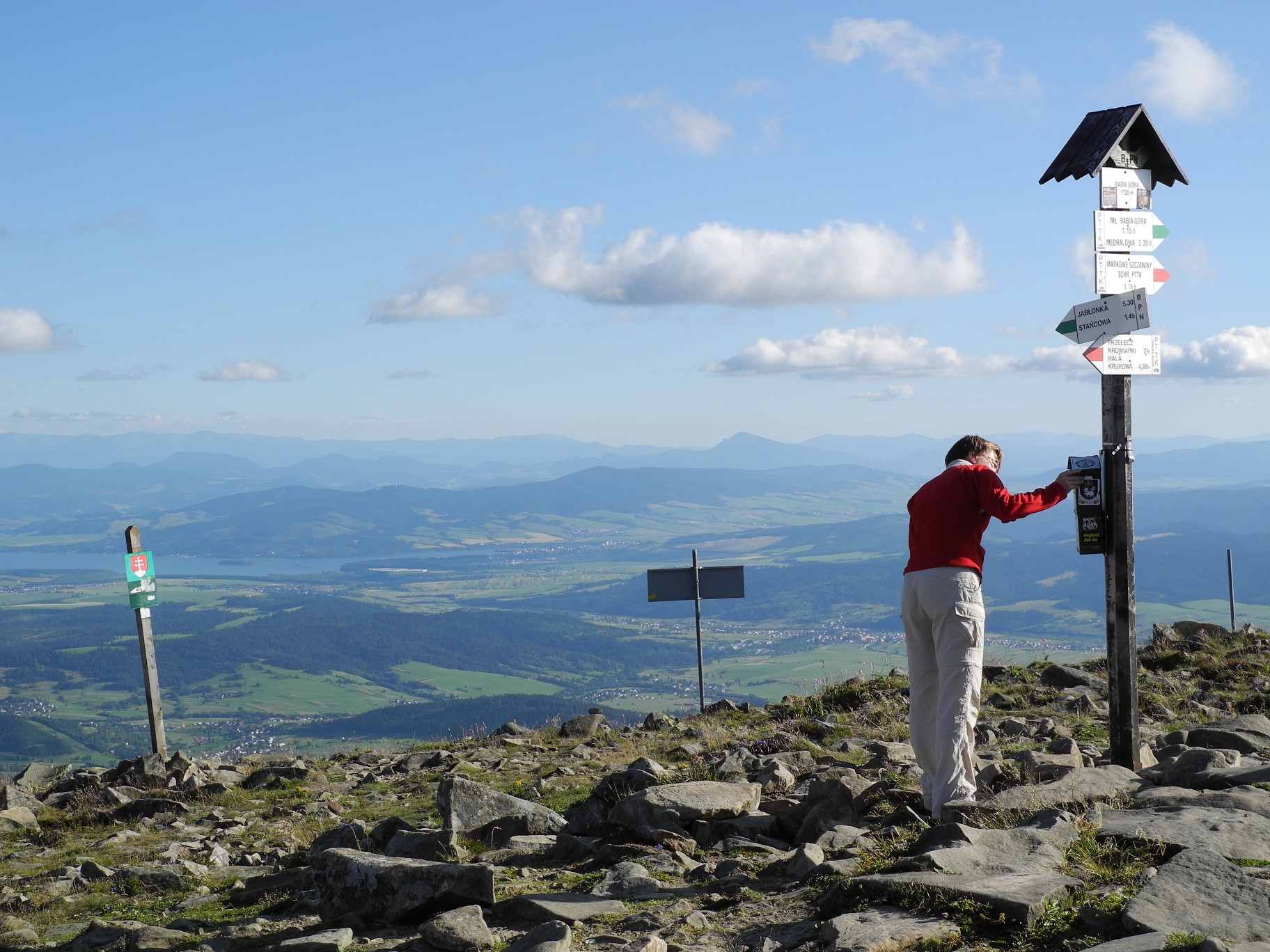
Babia hora
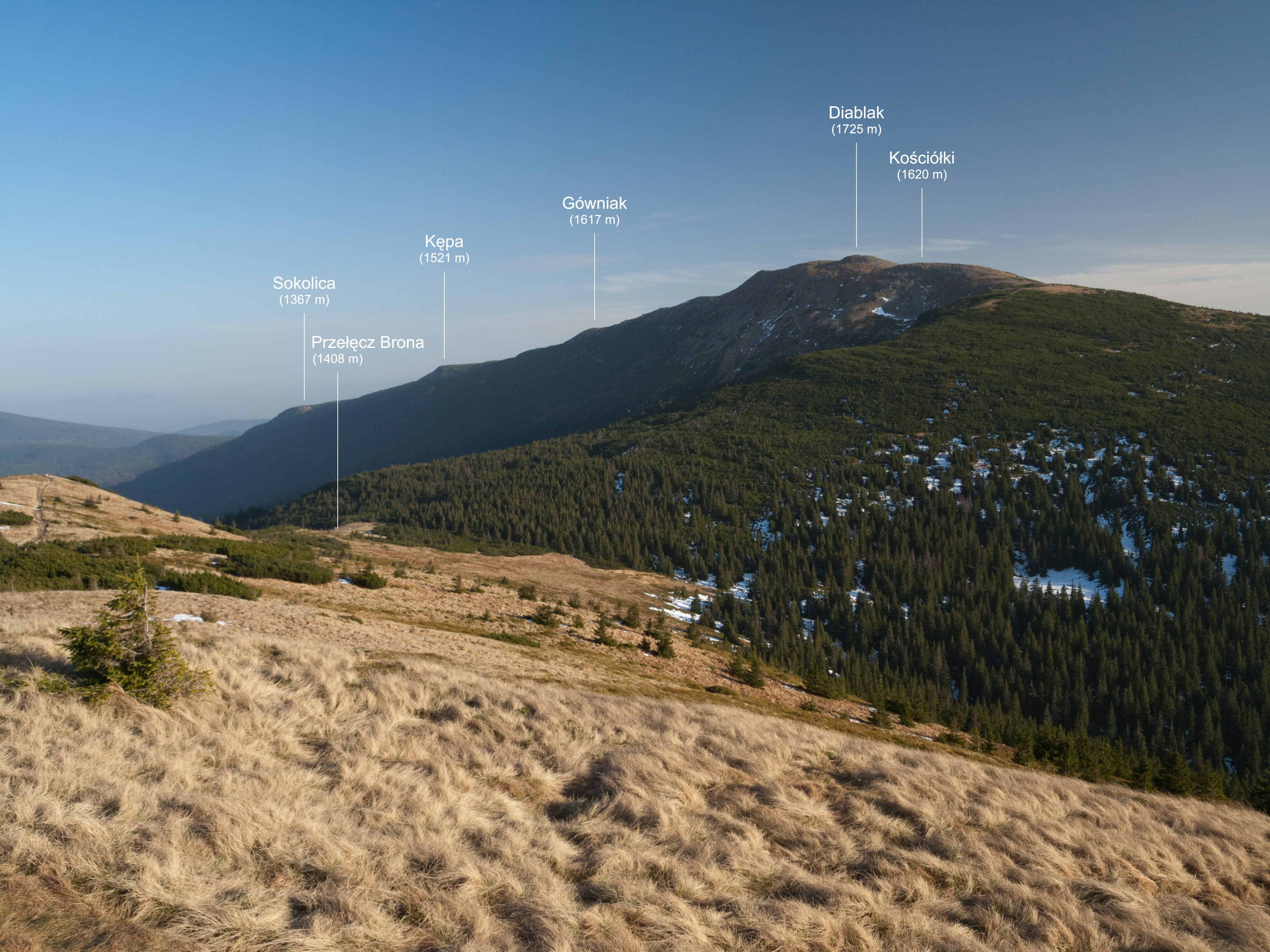
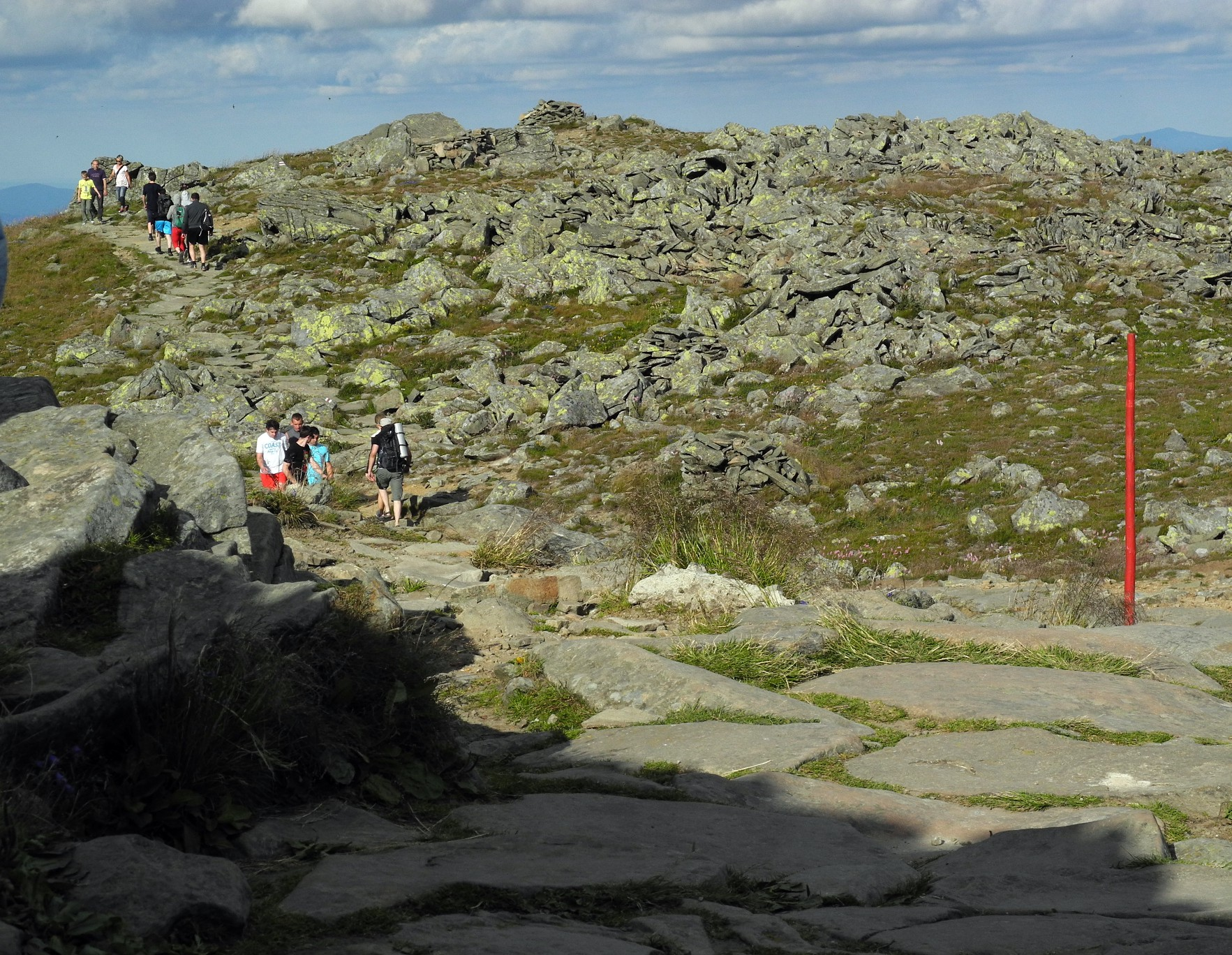
Babia hora
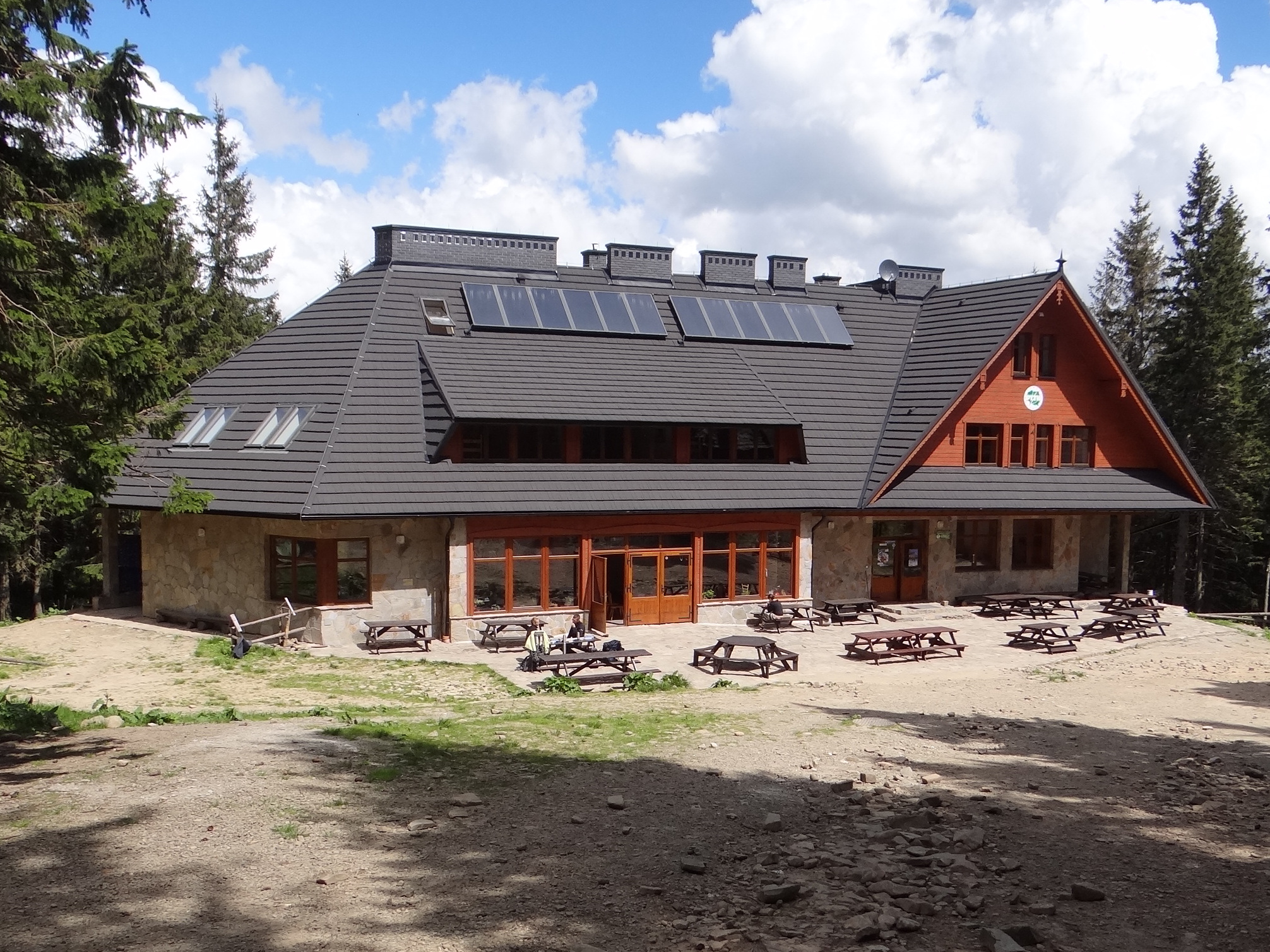
Chata Markowe Szczawiny
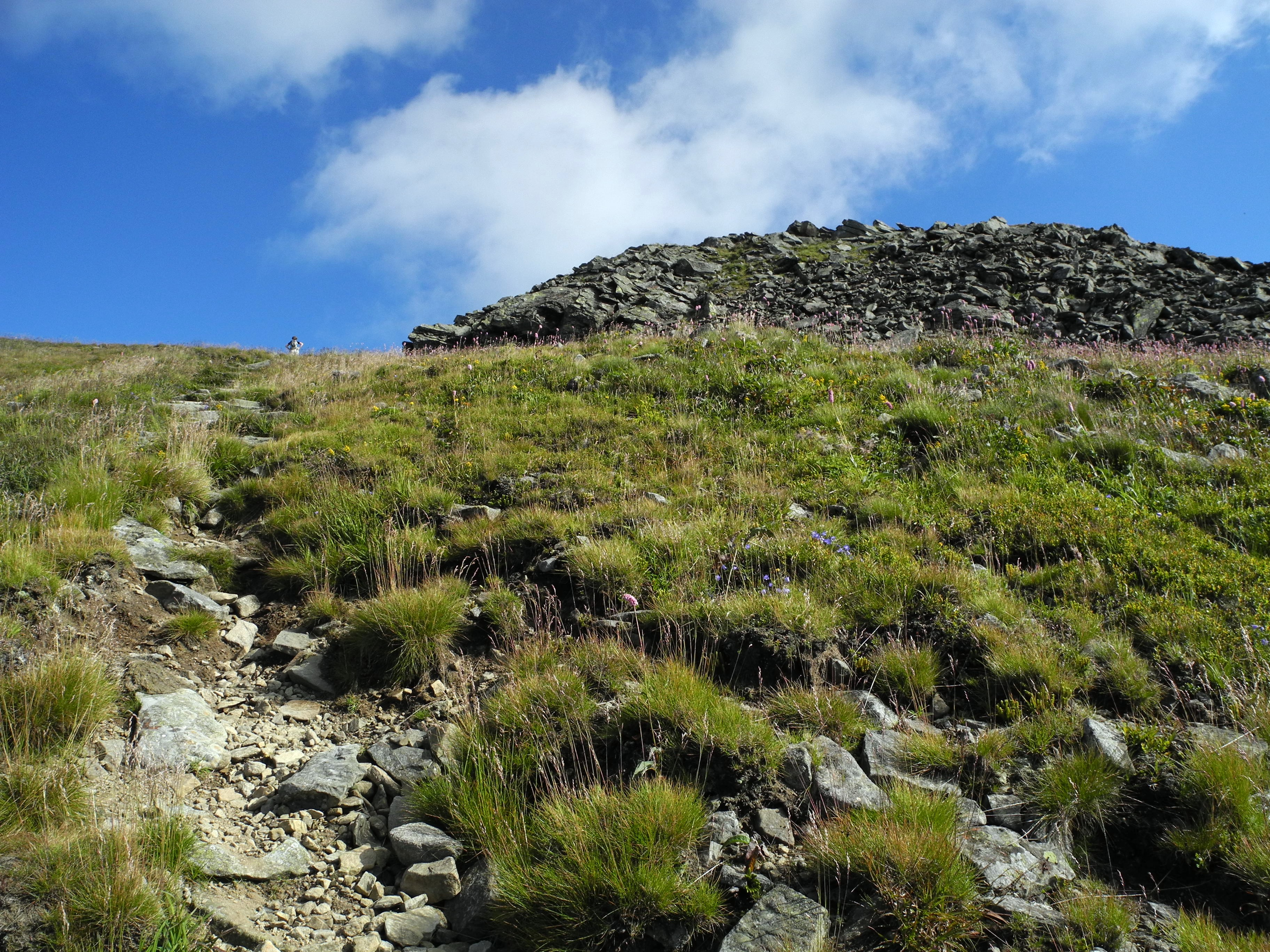
Babia hora
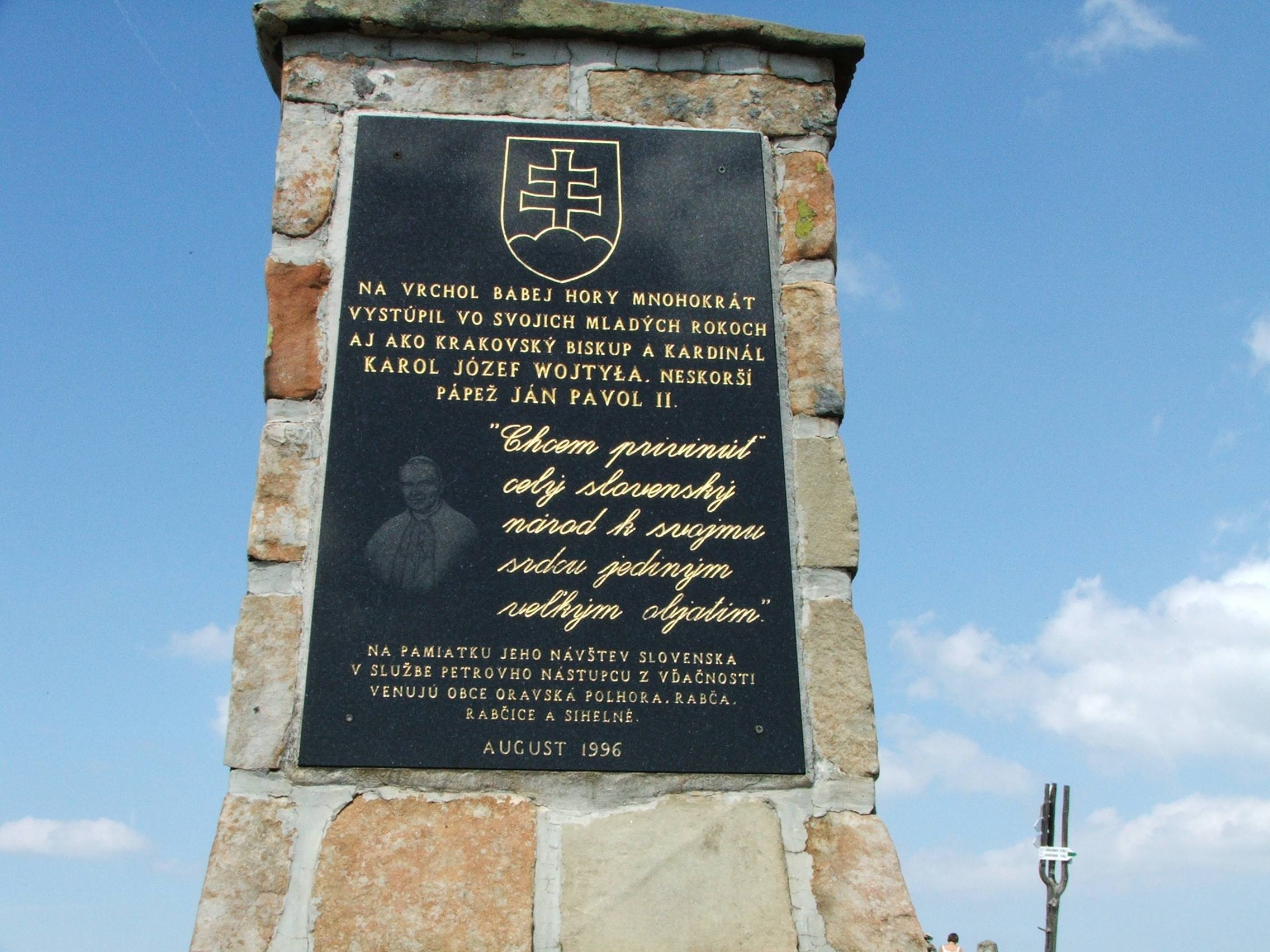
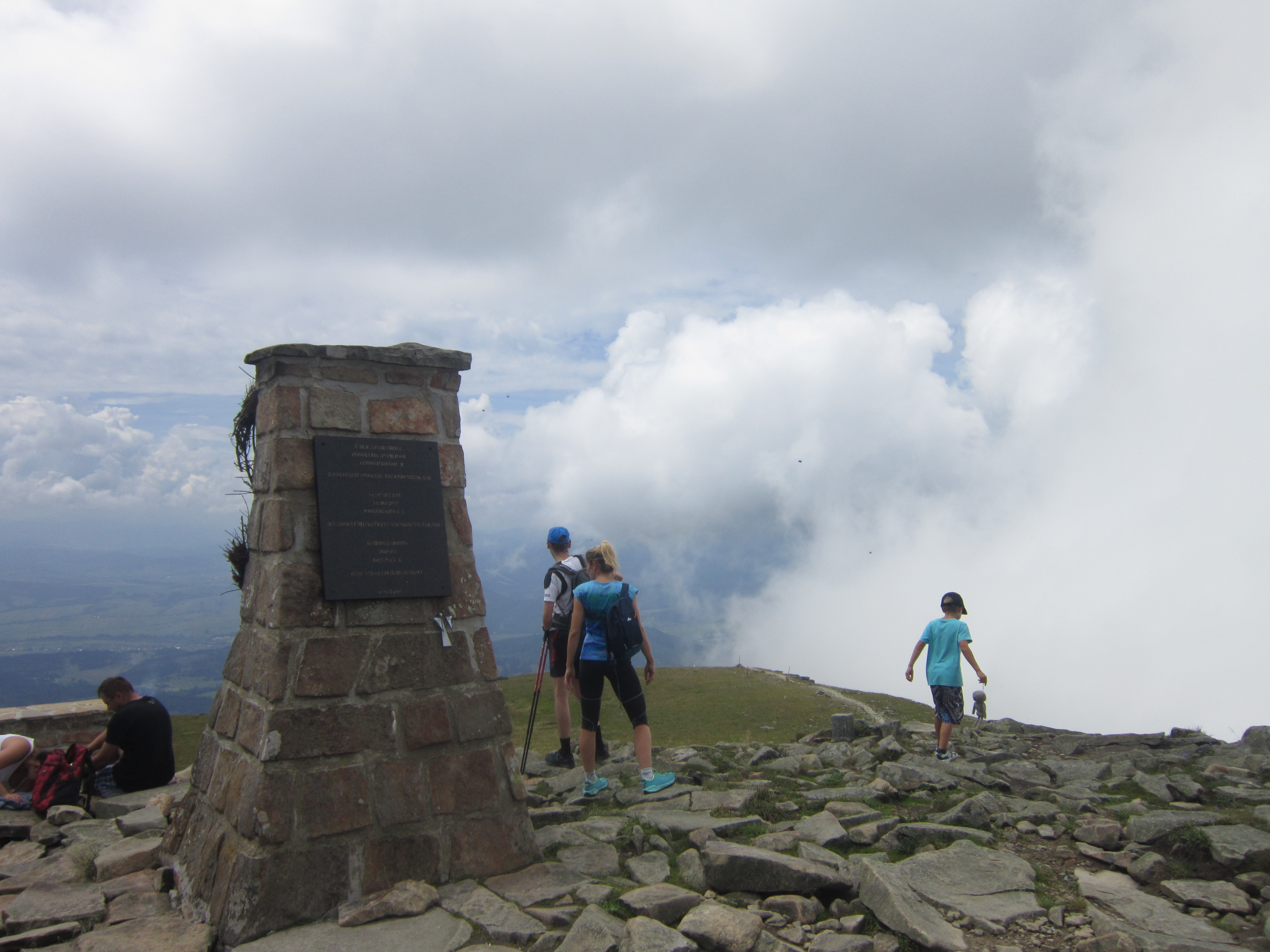
Vrchol
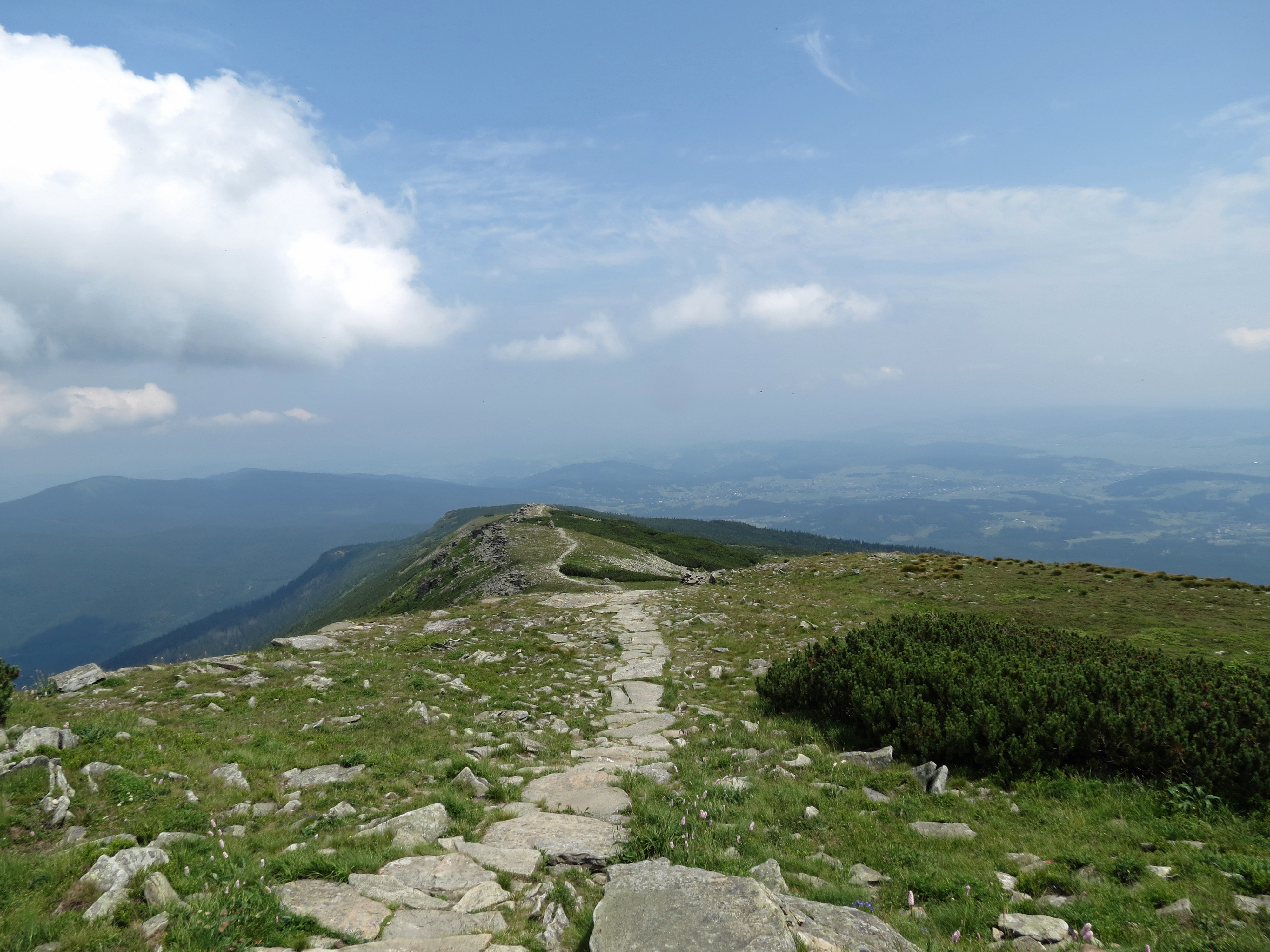
Babia hora